# Olympische Winterspelen 2026
De 25e Olympische Winterspelen zullen in 2026 gehouden worden in de Italiaanse steden Milaan en Cortina d'Ampezzo. Op 24 juni 2019 koos het IOC in Lausanne de gaststad. De Spelen staan gepland voor de periode van 6 februari tot en met 22 februari.
Twee keer eerder werden de Olympische Winterspelen in Italië gehouden; in 1956 in Cortina d'Ampezzo en in 2006 in Turijn.
De Italiaanse hoofdstad Rome organiseerde reeds eerder de Olympische Zomerspelen 1960.

## Officiële kandidaten
Uiteindelijk 
- Milaan en Cortina d'Ampezzo, Italië
- Stockholm en Åre, Zweden

Stemming
Op 24 juni 2019 werd er tijdens het 134e congres van het Internationaal Olympisch Comité gestemd over de gaststad voor de Spelen van 2026. Milaan en Cortina d'Ampezzo kregen in de eerste stemronde de meerderheid van de stemmen en werd verkozen tot gaststad.
| Stad                        | Land   | 1e ronde |
| --------------------------- | ------ | -------- |
| Milaan en Cortina d'Ampezzo | Italië | 47       |
| Stockholm en Åre            | Zweden | 34       |

Teruggetrokken
- Calgary, Canada
- Erzurum, Turkije
- Graz, Oostenrijk
- Sapporo, Japan
- Sion, Zwitserland

## Wedstrijdlocaties
| Stad                  | Wedstrijdlocatie                                    | Sport                               | Capaciteit                |
| --------------------- | --------------------------------------------------- | ----------------------------------- | ------------------------- |
| Milaan                | Giuseppe Meazza-stadion (San Siro)                  | Olympische openingsceremonie        | 80 000                    |
| Milaan                | Milano Santagiulia Ice Hockey Arena                 | IJshockey                           | 15 000                    |
| Milaan                | Unipol Forum                                        | Kunstschaatsen, Shorttrack          | 12 700                    |
| Milaan                | Fiera Milano                                        | Langebaanschaatsen, IJshockey       | 6 500                     |
| Cortina (BL)          | Stadio olimpico del ghiaccio (Olympisch ijsstadion) | Curling                             | 7 000                     |
| Cortina (BL)          | Cortina Sliding Centre                              | Bobslee, Skeleton, rodelen          | gegevens niet beschikbaar |
| Cortina (BL)          | Olimpia delle Tofane                                | Alpineskiën                         | 1 000 (hoofdtribune)      |
| Livigno (SO)          | Mottolino/Sitas, Tagliede/Carosello 3000            | Freestyle. Snowboard                | gegevens niet beschikbaar |
| Bormio (SO)           | Stelvio                                             | Alpineskiën                         | gegevens niet beschikbaar |
| Bormio (SO)           | Valtellina                                          | Ski-alpinisme (nieuwe discipline)   | gegevens niet beschikbaar |
| Predazzo (TN)         | Giuseppe Dal Ben springstadion                      | Noords gecombineerd, Schansspringen | 15 000                    |
| Tesero (TN)           | Langlauf- en biatloncentrum Fabio Canal             | Noords gecombineerd, Langlaufen     | 50 000                    |
| Rasun-Anterselva (BZ) | Arena Alto Adige                                    | Biatlon                             | 9 000                     |
| Verona                | Arena van Verona                                    | Olympische slotceremonie            | 20 000                    |

## Olympische sporten
De olympische sporten die tijdens de Olympische Spelen beoefend worden, worden vertegenwoordigd door acht internationale wintersportbonden:
| Biatlon (11) Bond: Internationale Biatlonunie Curling (3) Bond: World Curling Federation IJshockey (2) Bond: Internationale IJshockeyfederatie Rodelen (5) Bond: Fédération Internationale de Luge de Course Schaatssporten Kunstrijden (5) Schaatsen (14) Shorttrack (9) Bond: Internationale Schaatsunie | Skisporten Alpineskiën (10) Freestyleskiën (15) Langlaufen (12) Noordse combinatie (3) Schansspringen (6) Snowboarden (11) Bond: Fédération Internationale de Ski Sleesporten Bobsleeën (4) Skeleton (3) Bond: Internationale bobslee- en skeletonfederatie Ski-alpinisme (3) Bond: International Ski Mountaineering Federation |

### Mutaties
De volgende wijzigingen zijn doorgevoerd
| Sport          | Nieuw                                     | Verdwenen (t.o.v. 2022) | Opmerkingen |
| -------------- | ----------------------------------------- | ----------------------- | --- |
| Alpineskiën    |                                           | landenwedstrijd         | |
| Freestyleskiën | mogals synchroon (m) mogals synchroon (v) |                         | |
| Langlaufen     |                                           |                         | vrouwen 30km wordt vervangen door 50km de estafette wordt voor beide geslachten 4x7,5km skiatlon wordt voor beide geslachten 20km |
| Rodelen        | Dubbel (v)                                |                         | Dubbel veranderd op papier van een open categorie naar mannen                                                                     |
| Schansspringen | Grote schans (v)                          |                         | |
| Skeleton       | gemengde estafette                        |                         | |
| Ski-alpinisme  | Sprint (m) Sprint (v) Gemengde estafette  |                         | Nieuwe sport |
|                | +8                                        | -1                      | Totaal: +7 |

Olympische Zomerspelen
Olympische Winterspelen
Gerelateerd
Olympische Jeugdspelen · Paralympische Spelen · Deaflympische Spelen · Special Olympic World Games
IOC · COA · BOIC · NOC*NSF · NAOC · SOC